# ハリー・ポインター

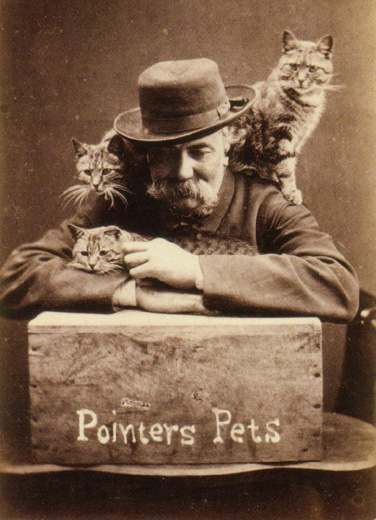
猫と

ハリー・ポインター（Harry Pointer、1822年 - 1889年) は、イギリスの写真家。
小道具などを使い、動物に人間のようなシチュエーションを演じさせ作品を制作し、19世紀におけるLolcatの代表者と言われる。

## 生涯
ブライトンにて生まれる。
最初は猫が休憩していたり、牛乳を飲んだりというごく普通の写真を撮っていた。しかし、1870年頃からユーモラスな猫の写真を撮るようになっていった。これは、1884年まで続き、200枚以上の写真を撮った。また、写真に「あけましておめでとうございます」などと書かれるものもある。
三輪車やローラースケートに乗る猫、カメラで写真を撮っている猫などの写真が現存している。

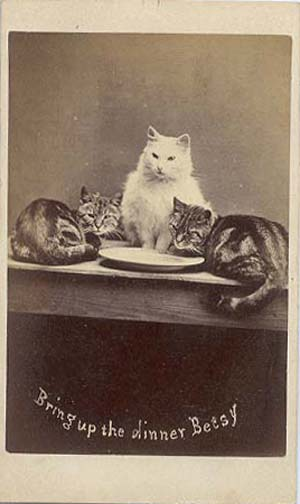
初期の作品の1つ

1889年、死去。彼の写真群は、「ブライトン・キャッツ」と言われ、現在でも親しまれている。

## ギャラリー

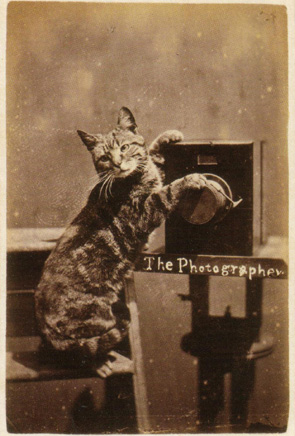
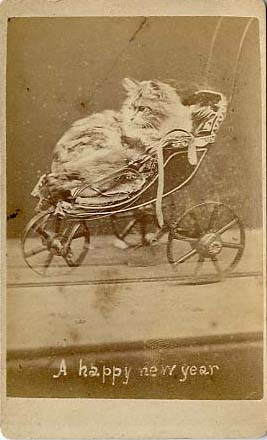

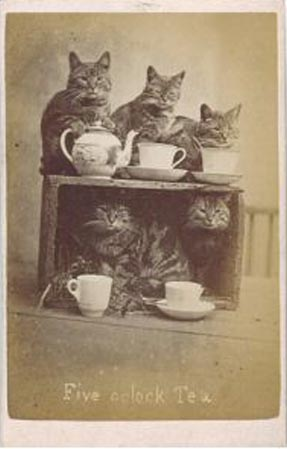

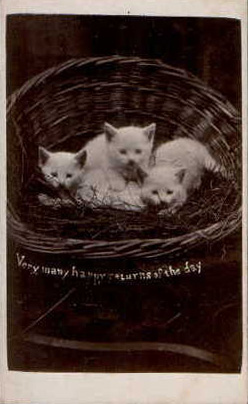

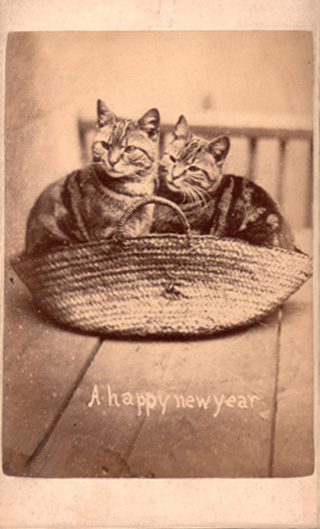

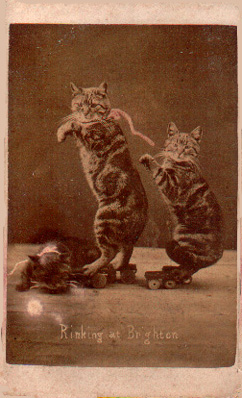

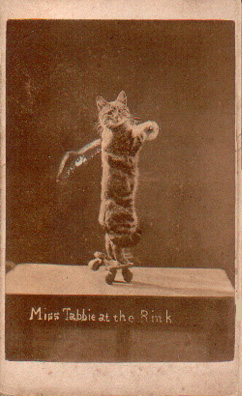

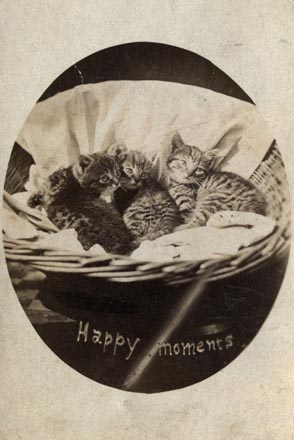

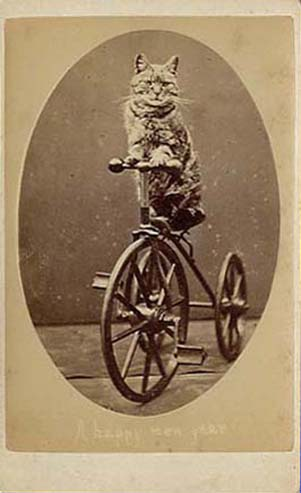
三輪車に乗る

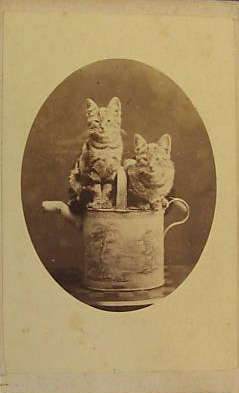
じょうろに乗る

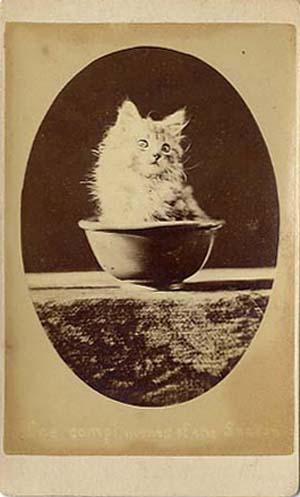
ボールに入る